# هربرت فريتز
هربرت فريتز (بالألمانية: Herbert Fritz)‏ هو قائد عسكري ألماني، ولد في 27 أكتوبر 1916 في دوسلدورف في ألمانيا، وتوفي في 11 أكتوبر 1996 في أوبراميرغاو في ألمانيا.